# Grumman OV-1 Mohawk
Grumman OV-1 Mohawk je turbopropelersko dvosedežno lahko jurišno/opazovalno letalo ameriškega proizvajalca Grumman. Letalo ima srednje nameščeno kantilever krilo in trojni rep. Zaradi sorazmerno velikega krila in močnih motorjev ima dobre STOL sposobnosti - operira lahko s kratkih in slabo pripravljenih stez. Poleg ZDA so letalo uporabljali še Argentina in Izrael. Bojno se je uporabljal v Vietnamski in Zalivski vojni.

## Specifikacije(OV-1D)
Podatki iz Jane's Civil and Military Aircraft Upgrades 1994–95; Michell 1994, pp. 366–367.
Splošne karakteristike
- Posadka: 2
- Dolžina: 41 ft 0 in (12,50 m)
- Razpon kril: 48 ft 0 in (14,63 m)
- Višina: 12 ft 8 in (3,86 m)
- Površina kril: 360 ft² (33,45 m²)
- Teža praznega letala: 12054 lb (5467 kg)
- Naložena teža: 15544 lb (7051 kg) (normalna vzletna teža)
- Maks. vzletna teža: 18109 lb (8214 kg)
- Pogon letala: 2 ×  turbopropa Lycoming T53-L-701, 1400 KM (1044 kW)  vsak

 Zmogljivost 
- Neprekoračljiva hitrost: 450 mph (390 vozlov, 724 km/h)
- Maks. hitrost: 305 mph (265 vozlov, 491 km/h) na višini 10000 ft (3050 m)
- Potovalna hitrost: 207 mph (180 knots, 334 km/h) (ekonomična)
- Hitrost porušitve vzgona: 84 mph (73 vozlov, 135 km/h)
- Doseg: 944 milj (820 nmi, 1520 km)
- Višina leta: 25000 ft (7620 m)
- Hitrost vzpenjanja: 3450 ft/min (17,5 m/s)